# Новиков, Василий Фёдорович
Василий Фёдорович Новиков (род. 25 июля 1963, Романовка, Саратовская область) — российский государственный деятель, с 2015 по 2020 мэр города Орла и Председатель Орловского городского Совета народных депутатов.

## Биография
Родился 25 июля 1963 года в посёлке Романовка Саратовской области.
Отец — рабочий, мать — врач.
Образование: Балашовский техникум механизации сельского хозяйства по специальности техник-механик, Приволжский кооперативный институт по специальности юрист. ФГБОУВПО «Российская академия народного хозяйства и государственной службы при Президенте РФ», кандидат юридических наук;
В 1995—2001 годах В. Ф. Новиков работал на руководящих должностях в ОАО «Саратовгражданстрой», ПО «Романовская агропромхимия», МПО ЖКХ Романовского района Саратовской области.
В 2000 году стал коммерческим директором отдела Микояновского мясокомбината. В 2002—2010 годах — заместитель директора ЗАО «Микояновский комбинат» в Москве. Отвечал за производственную сферу предприятия в трех регионах России — Ставропольском крае, Воронежской и Волгоградской областях.
В 2010—2015 годах В. Ф. Новиков работал заместителем Председателя Правительства Орловской области, где руководил агропромышленным блоком.
26 сентября 2015 года он был избран мэром города Орла и председателем Орловского городского Совета народных депутатов.
25 сентября 2020 года избран председателем Орловского городского Совета
Женат.

## Награды
- Медаль ордена «За заслуги перед Отечеством» II степени (23 октября 2023 года) — за достигнутые трудовые успехи и многолетнюю добросовестную работу[2]